# Savo Vučević
Pour les articles homonymes, voir Vučević.
Savo Vučević, né le 27 janvier 1957 à Bar (alors en Yougoslavie, désormais au Monténégro), est un entraîneur franco-monténégrin de basket-ball.

## Biographie
Le 17 juin 2013, il devient le nouvel entraîneur de l'AS Monaco. Le 8 mars 2015, il est viré par le club monégasque en raison de désaccord avec l'actionnaire majoritaire du club.
Le 3 juin 2016, Vučević est le nouvel entraîneur de la Jeunesse laïque de Bourg-en-Bresse en Pro B.
Après un an de break, Savo Vučević est nommé entraîneur de l'Élan sportif chalonnais, club de Chalon-sur-Saône, à partir de la saison 2022-2023, jusqu'à la montée en Pro A à la suite de la victoire en playoffs. Il est suspendu de ses fonctions fin novembre 2024.

## Clubs successifs

### Joueur
- 1975-1982 :  Mornar Bar (Yougoslavie)

### Entraîneur
- 1984-1988 :  KK Ulcinj (Yougoslavie)
- 1990-1991 :  AS Bondy (féminines)
- 1991-2001 :  AS Bondy (Nationale 1 puis Pro B)
- 2001-2002 :  Cholet Basket  (Pro A)
- 2002-2006 :  Spirou Charleroi (Belgique)
- 2006-2007 :  Saint-Quentin BB (Pro B)
- 2007-2011 :  Olympique d'Antibes (Nationale 1 puis Pro B)
- 2013-2015 :  AS Monaco (Nationale 1 puis Pro B)
- 2016-2021 :  JL Bourg-en-Bresse (Pro B) puis (Pro A)
- 2022-2024 :  Élan sportif chalonnais (Pro B)

## Palmarès
- Champion de France Nationale 2, Bondy (1998)
- Champion de Belgique 2003, 2004
- Coupe de Belgique 2003
- Super Coupe de Belgique 2003
- Champion de France Nationale 1, Antibes (2008)
- Champion de France Nationale 1, Monaco (2014)
- Meilleur entraîneur de Pro A 2002
- Meilleur entraîneur de Nationale 1 2008, 2014
- Champion de France de Pro B 2017 avec la JL Bourg
- Vainqueur des playoffs Pro B 2023 avec Élan sportif chalonnais

## Vie privée
Il est le mari de la handballeuse Ljiljana Mugoša,  championne olympique en 1984, et le beau-frère par alliance de Nikola Antić.
Il est l'oncle du joueur de basket-ball Nikola Vučević et le frère de Borislav Vučević (en), lui aussi joueur de basket-ball.